# Björktjärnen (Västra Skedvi socken, Västmanland)
Björktjärnen är en sjö i Köpings kommun i Västmanland och ingår i Norrströms huvudavrinningsområde. Sjöns area är 0,038 kvadratkilometer och den är belägen 76 meter över havet.